# 꼬야오군

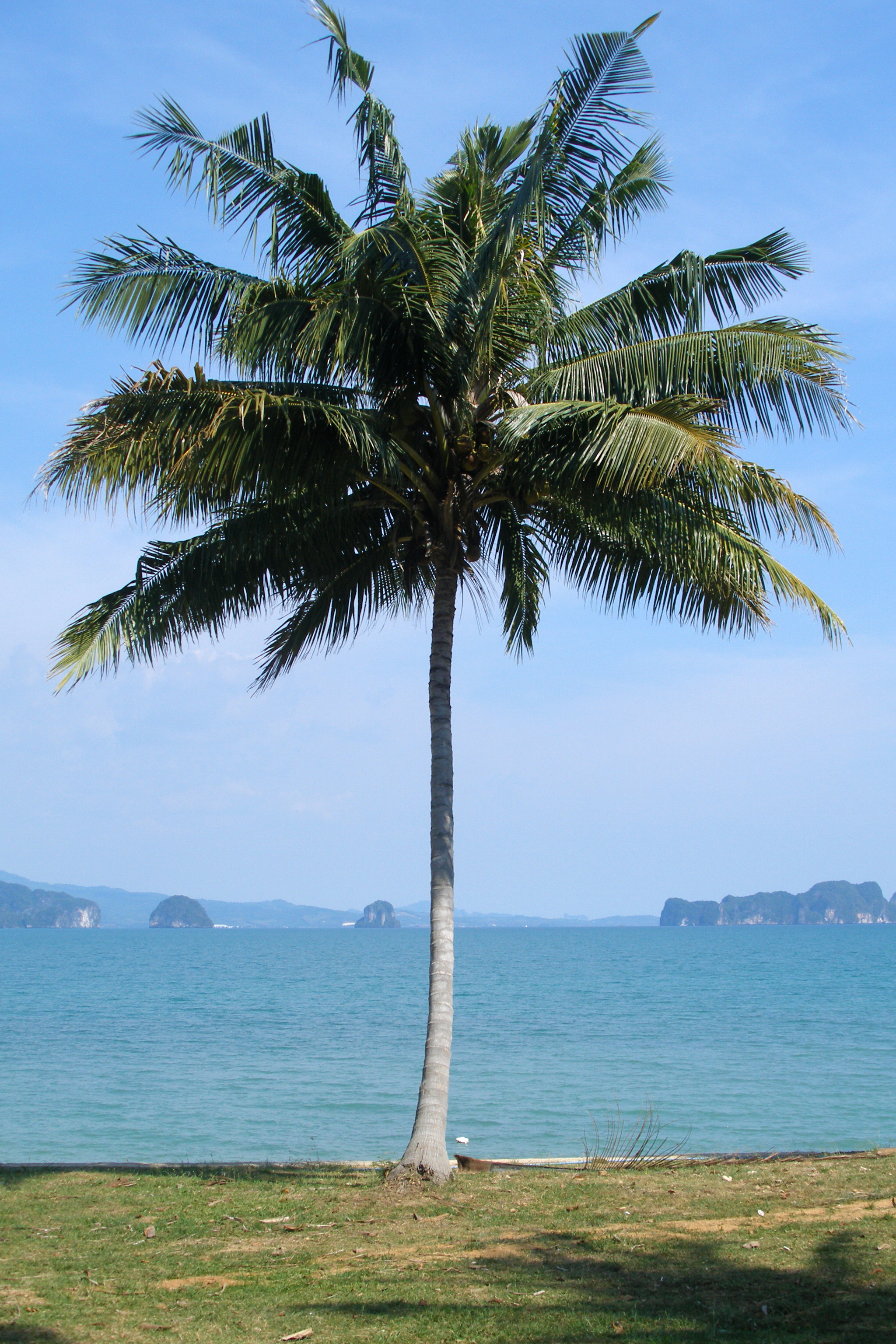

꼬야오군은 팡응아주의 행정 구역이다. 이 지역의 총 인구 수는 20년 기준으로 13155명이다. 인구 밀도는 90.3km2이다.

## 행정 구역
| 번호 | 지명       | 태국어 지명 | 빌리지 | 인구  |
| ---- | ---------- | ----------- | ------ | ----- |
| 1.   | Ko Yao Noi | เกาะยาวน้อย  | 99     | 4,833 |
| 2.   | Ko Yao Yai | เกาะยาวใหญ่  | 4      | 2,609 |
| 3.   | Phru Nai   | พรุใน        | 7      | 5,713 |

|  | 이 글은 지리에 관한 토막글입니다. 여러분의 지식으로 알차게 문서를 완성해 갑시다. |

1. ↑  “Population statistics 2008”. Department of Provincial Administration. 2012년 8월 2일에 원본 문서에서 보존된 문서.